# Reliance (Dakota del Sud)
Reliance è un comune (town) degli Stati Uniti d'America della contea di Lyman nello Stato del Dakota del Sud. La popolazione era di 191 abitanti al censimento del 2010.
Reliance fu progettata nel 1905.

## Geografia fisica
Reliance è situata a 43°52′43″N 99°36′04″W (43.878490, −99.601138).
Secondo lo United States Census Bureau, la città ha una superficie totale di 2,96 km², dei quali 2,81 km² di territorio e 0,15 km² di acque interne (4,9% del totale).
A Reliance è stato assegnato lo ZIP code 57569 e lo FIPS place code 54020.

## Società

### Evoluzione demografica
Secondo il censimento del 2010, la popolazione era di 191 abitanti.

### Etnie e minoranze straniere
Secondo il censimento del 2010, la composizione etnica della città era formata dal 76,96% di bianchi, lo 0,52% di afroamericani, il 17,8% di nativi americani, lo 0% di asiatici, lo 0% di oceanici, lo 0,52% di altre razze, e il 4,19% di due o più etnie. Ispanici o latinos di qualunque razza erano l'1,57% della popolazione.